# Entelurus
Entelurus is een monotypisch geslacht van straalvinnige vissen uit de familie van de zeenaalden en zeepaardjes (Syngnathidae), orde van zeenaaldachtigen (Syngnathiformes).

## Soort
- Entelurus aequoreus (Linnaeus, 1758) – Adderzeenaald